# Margitai József
Margitai József (született: Majhon József, Cserencsóc, Zala vármegye, 1854. március 9. – Budapest, 1934. június 6.) állami képzőintézeti igazgató, kormányfőtanácsos.

## Élete
Családja muraközi eredetű volt, Majhen Ferenc néptanító és Titler Anna (1832–1909) gyerekeként született a mai Cserföldön (ma Muravidék, Szlovénia). Apja szlovén iskolában kapott tanítói állást. Családnevét 1878-ban magyarosította Majhonból Margitaira és a magyarosítás egyik elkötelezett híve volt. Szülei 1857-ben visszaköltöztek a Muraközbe, Muraszentmártonba (hol Margitai atyja 50. évi működését 1898-ban fejezte be). Margitai a gimnáziumot Nagykanizsán, a tanítóképzőt Csurgón, a polgári iskolai tanítóképzőt Budapesten, a zenetanári tanfolyamot magánúton végezte. Iskolai tanulmányait végezve, megszerezte a képesítést az elemi (1874), a polgári iskolai tanítóságra (1875) és a zenetanárságra (1879). Működését mint községi tanító 1873-ban Csáktornyán kezdte, hol 1879-ben állami képzőintézeti tanár és 1890-ben igazgató lett. 1880-tól különösen a muraközi horvátok elmagyarosítása érdekében folytatott munkát amelyhez mindent eszközt, az erőszakoskodás kivételével bevetett. A horvátok megosztása érdekében kiötlötte a muraközi nyelv fogalmát, amely szerinte nem is horvát nyelv. Állításai nyelvészetileg teljes képtelenségnek számítanak, mert ő csak az újfajta szerbhorvát nyelvre vonatkozólag mondta azt, hogy itt külön nyelvet beszélnek. Az általa nyelvnek nevezett muraközi dialektus tulajdonképpen a kaj-horvát nyelv része, amely a szerbhorvát nyelv megjelenéséig a helyi nyelvi norma volt. Margitai kihasználta azt, hogy a Ljudevit Gaj által kidolgozott szerbhez közel álló irodalmi normát a horvát értelmiség többi része sérelmezte és megalkotott egy olyan nyelvet, aminek tulajdonképpen nem is volt gyökere, mint mondjuk a szomszédban a muravidéki nyelvnek, amely a szlovén nyelv saját régi írásbeliséggel rendelkező dialektusa. Nyilvánvaló, hogy Margitait annak a helynek példája serkentette, ahol született és a nyugat-magyarországi horvát nyelv (ma burgenlandi horvát) is inspirálta, de tevékenysége nem járult hozzá semmiképpen a helyi lakosság kulturális fejlődéséhez, illetve nemzeti fennmaradásához, hisz ő ezzel magyarosítani akart, mivel a helyiek nyelvén írt propaganda anyagokkal „megértetni” kívánta velük a magyarosítás és magyarosodás jogosságát és hasznosságát.
Csáktornyán 1874-ben zenekart szervezett, melynek 1880-ig karmestere volt; a királyi törvényszék fogházában a rabokat oktatta (1873-74); részt vett a kisdedóvó alapításában; 1874-tól 1884-ig a polgári egyletnek titkára volt; részt vett a jótékony nőegylet megalapításában, melynek 1876-tól 1884-ig ügyvezető titkára volt. Lapjában egy időben a Csáktornyán felállítandó Zrinyi-szoborra gyűjtött.
Megyimurje néven kétnyelvű lapot vezetett, ahol a horvát nyelven írt cikkekben arra akarta propagálni a gyenge öntudattal rendelkező muraközi horvátságot, hogy asszimilálódjon a magyarokba. A horvátság nemzeti jogi alapját is kétségbe akarta vonni, mert szerinte a Muraközben mindenki magyar, csak szláv nyelvet beszélnek. Igyekezett különféleképp lejáratni azokat, akik a horvát nemzeti eszme mellé akarták a lakosságot felsorakoztatni, őket magyargyűlölőnek, pánszlávlistának lefestve. Tevékenységét azonban szűkkörű csoport támogatta néhány magyarbarát horvát, míg a magyarosítást végző közművelődési egyesület többi tagja magyar volt. A muraközi papság közül is csak egy-két személy csatlakozott ahhoz, hogy a templomokban is propagáljanak a magyarosodásra, valamint ellentéteket gerjesszenek a muraközi horvátok és a többi horvát között. Margitai viszont túlexponálta mindezeket a magyarok előtt, miszerint tömegével segítik a muraköziek a magyarosítást és a horvátok elidegenítését saját népüktől. A magyar földbirtokosoknak olyan javaslatokat tett, hogy a muraközi cselédséget és idénymunkásokat küldjék magyar területre, a Muraközbe pedig így hozzanak magyar cselédeket, hogy növeljék a magyarság számarányát. A muraközi nyelvre tett kísérleteinek komolytalanságát jól példázza, hogy megfelelő nyelvújítást nem is hajtott végre a muraköziben, mert munkái vallásos szövegekben merülnek ki, amelyek a korábbi kaj-horvát nyelvű szakrális irodalmakkal teljesen megegyeznek, illetve cikkei a demagóg magyarosító, nacionalista felhívásokat tartalmazzák. Egyedül csak a magyar nyelvű cikkek tartalmaznak érdemi információt például a gazdaságról, kereskedelemről és iparról. Összehasonlításképp a korabeli vend és gradišćei nyelvű újságok anyanyelvű cikkeket közöltek ezekben a témákban, s a gazdasági kifejezésekre mind tudtak megfelelő terminológiát alkotni. Margitainak viszont ez nem is volt a célja, mivel ő csak magyarosítani akart. De Margitaival szemben akadtak más egyének, akik a muraközi dialektuson keresztül akarták megőrizni a kaj-horvát nyelvet, mely nem járt azzal együtt, hogy a muraköziből horváttól elkülönülő szláv nyelvet csináltak. Lajtman György katolikus plébános és néhány másik értelmiségi tett közzé az első világháború végéig könyveket.
Cikkei a Harmoniában (1882. Az ének-zene mint pedagógiai anyag), a Nemzetben (1882. Muraköz iskolái és a horvátok), a Magyar Tanítóképzőben (1887. Tanítóképezdéink és a magyar nyelv tanítása, 1890., 1891. A tanítói érettségi vizsgálatok, Egyről-másról, A gyakorlati kiképeztetés, 1895. A gyakorlati tantárgyak és az évzáróvizsgálatok, 1892. A horvát-szlavon tanítók iskolája, 1893. A zágrábi tanszerkiállításon, A tanítóképző mint nevelőintézet, Indítványok a tanítónövendékek nevelése érdekében, 1894. A tanítónövendékek nevelése); a Néptanítók Lapjában (1891. Horvát-szlavon népoktatás, 1894. A kötelező kirándulásokról, 1896. A horvát tanítók otthona, Módszertani megjegyzések a magyar írás és olvasás tanításához a nem magyar tannyelvű iskolában, 1897. A magyar nyelvtanításról nem magyar ajkú népiskoláinkban, 1899. Nem magyar ajkú iskoláink és a magyar nyelv); a Muraközben (1891. A dunántuli közművelődési egylet); az Ethnographiában (1892. Muraközi horvát népdalok) sat.
Pozitív munkássága közé tartozik a helyi néprajzi társaság megalakítása, amellyel elindította nemcsak a muraközi, hanem a horvát néprajz (elsősorban szájhagyományok és népdalok) feltárását.
Az első világháború után feléledt a horvát nacionalizmus, amely elérte a Muraközt is. Több faluban felgyújtották az iskolákat, elsősorban ahol magyar nyelven tanítottak és elégették Margitai muraközi nyelven írt könyveit, újságjait és más propaganda anyagait. Támadások érték a magyarosítókat és miután a szerb önkéntesekkel is felduzzasztott horvát hadsereg átlépte a Drávát és bevette a Muraközt, Margitai elmenekült és élete további éveit Magyarországon élte.

## Házassága és gyermekei
Felesége Czeitlinger Mária (1858.–Budapest XI. kerülete, 1941. december 20.) volt, akinek a szülei Czeitlinger Antal és Máchik Ilona voltak. Margitai József és Czeitlinger Mária frigyéből két leánygyermek született: 
- Dékány Mihályné Margitai Ilona (1880.–Budapest, 1968. március 25.)[3]
- Margitai Eugénia (1882.–Csáktornya, 1908. február 21.), aki 1905 október 14.-én Csáktornyán férjhez ment a zalai nemesi boldogfai Farkas családból származó boldogfai Farkas Lajoshoz (Andráshida, 1878. október 29. – Budapest, 1930. április 9.), gróf Festetics Jenő csáktornyai uradalmi ispánjához.[4] Margitai József második lánya egyben boldogfai Farkas Sándor szobrászművésznek az édesanyja is volt.[5]

## Munkái
- Horvát nyelvtan. Tankönyvül és magánhasználatra. Nagy-Kanizsa, 1881-84. Két rész. (I. Bevezetés. Főmondat, bővített mondat. II. Rendszeres nyelvtan. 2. kiadás. Uo. 1895.)
- Muraközi horvát olvasókönyv. Uo. 1882-84. Két rész.
- A szombathelyi magyar póttanfolyamokról és még valami a magyarosításról. Nagy-Kanizsa 1882.
- Magyar gyermekdalok a nem magyar ajkú iskolák számára. Uo. 1884.
- Muraközi magyar olvasókönyv. (Groó-Margitai). Uo. 1884. és 1896.
- Dobre knjige. Uo. 1885. Jó könyv a muraközi nép számára).
- Mali katekizmuš. Uo. 1885. (Muraközi horvát kis káté).
- Veliki katekismuš. Uo. 1886. (Muraközi horvát nagy káté).
- Biblička pověztnica. Uo. 1886. (Muraközi horvát biblia).
- Rövid zsebszótár. Segédkönyv a horvát és magyar nyelv megtanulására. Uo. 1887-1889. Két rész. (I. Magyar-horvát rész, II. Horvát-magyar rész).
- Vezérkönyv a magyar írás és olvasás tanításához a horvát és vendajkú iskolákban. Budapest, 1896.
- A csánytornyai m. kir. állami tanítóképző-intézet története és jelen állapotának ismertetése. Nagy-Kanizsa, 1896.
- Magyar ABC és olvasókönyv a muraközi népiskolák számára. Bpest, 1896. Két kötet; újabb kiadása 1898. Uo. Ism. Egyet. Philol. Közlöny 1897.).
- Magyar ABC vend. Uo. 1896.
- Értekezések a tanügy köréből. Uo. 1898.
- Gyermekdalok a népiskolák számára. Kiadja a vallás- és közoktatásügyi m. kir. miniszterium. Bpest, 1898.

Szerkesztette 1894-től a Muraköz-Medjimurje c. magyar és horvát szövegű hetilapot és a Medjimurski Kolendart (Muraközi Naptárt a nép számára) 1892-től.

## Külső hivatkozások
1. ↑  Országos Széchényi Könyvtár - gyászjelentések - Margitai Ferencné Titler Anna
2. ↑  Megyimurje-Muraköz, 1904. okt. 9. sz. Néhány szó a muraközi lelkészi karhoz; 1907. dec. 1.; 1907. dec. 8.
3. ↑  Országos Széchényi Könyvtár - gyászjelentések - Dékány Mihályné Margitai Ilona
4. ↑  Magyar Paizs, 1905 (6. évfolyam, 1-52. szám)1905-10-12 / 41. szám
5. ↑  Országos Széchényi Könyvtár - gyászjelentések - boldogfai Farkas Lajosné Margitai Zsenka